# Лотар Рендулић
Лотар Рендулић (Винер Нојштат, 23. новембар 1887 — Ефердинг, 18. јануар 1971) је био аустроугарски, аустријски и њемачки официр хрватског поријекла.
Командовао је је 14. пешадијском дивизијом, 52. пешадијском дивизијом, 35. армијским корпусом, 2. оклопном армијом, 20. брдском армијом, армијском групом Курландија, групом армија Југ, армијском групом Сјевер и групом армија Остмарк.
Био је и носилац Витешког крста гвозденог крста с храстовим лишћем и мачевима.

## Биографија

### Младост
Рендулић је рођен у Винер Нојштату, Аустроугарска. Његов отац Лукас био је пуковник у аустроугарској војсци. Након матуре, Рендулић је студирао права и политичке науке на универзитету у Бечу и Лозани; 1907. ступа у Терезијанску војну академију у свом родном граду. У августу 1910, Рендулић је постао поручник аустроугарске војске и распоређен је у 99. пешадијски пук Георг I у Бечу. У овом пуку је остао у првим годинама Првог свјетског рата, прије но што је пребачен у 31. пешадијску дивизију 1915, а касније је служио у 31. корпусу 1918.
Након рата, Рендулић је студирао права на Бечком универзитету, и 1920. где је одбранио и докторат из права. Ступио је у новоосновану Аустријску војску, а 1932. се учланио у аустријску Нацистичку странку. Од 1934. Рендулић је био у дипломатији као војни аташе за Француску и Уједињено Краљевство са седиштем у Паризу. Међутим, његова војна и дипломатска каријера је пропала 1936, када је стављен на привремену неактивну листу јер је његово раније чланство у Нацистичкој странци било непожељно међу аустријским официрима и дипломатима.

### Други свјетски рат
Рендулић је позван у Вермахт након анексије Аустрије. До 1940. Рендулић је обављао генералску дужност, командујући 14. пешадијском дивизијом (23. јуна 1940 - 10. октобра 1940). Од 1940. до 1942. је био командант 52. дивизије, затим од 1942. до 1943. командант 35. корпуса. Од 1943. Рендулић је држан у резерви.

#### Југославија
Од 1943. до 1944, Рендулић је командовао 2. оклопном армијом на југословенском ратишту. Почетком 1944. Адолф Хитлер је наредио Рендулићу да осмисли план о хватању партизанског вође Јосипа Броза Тита. Према овом плану, извршен је десант на Дрвар 25. маја 1944, када су њемачки падобранци напали партизански штаб у Дрвару. Тито је умало био ухваћен, али је успео да умакне.
Лотар Рендулић је написао после рата књигу ратних сећања под насловом Gekämpft, Gesiegt, Geschlagen. Он, између осталог, овако оцењује стање у Југославији:
Ту се поново показало да захтеви које поставља борба са партизанима, како на великом, тако и на малом плану, нису заостајали за оним на другим ратиштима.
Није било ни једног немачког војника коме је партизански рат био драг. У недељама након мог доласка на Балкан примио сам захтеве више од 1000 војника свих чинова у којима они траже премештај на руско ратиште, иако су тамо стално вођене велике борбе.

#### Финска и Норвешка
Од 1944. до 1945, Рендулић је командовао 20. брдском армијом. У јуну 1944. је именован за врховног команданта њемачких трупа у Финској и Норвешкој. Након почетка Лапонског рата, Рендулићу је наређено да спали фински град Рованијеми, у знак освете Финцима јер су склопили мир са Совјетским Савезом. Такође је водио и кампању "спаљивања земље", тако што су њемачки војници, повлачећи се, уништавали све иза себе, остављајући становништво без хране.

#### Источни фронт
Рендулић је 1945. био командант армијској групи Курландија на Источном фронту. У то вријеме, армијска група Курландија била је у потпуности опкољена у Курландском џепу. Недуго након тога, Рендулић је постао командант армијске групе Сјевер (тада стационираној у сјеверној Њемачкој), и поново је враћен на мјесто команданта армијске групе Курландије (у борбама да се одбрани оно што је остало од Летоније) и коначно постаје командант групе армија Југ, касније преименовану у групу армија Остмарк, у Аустрији и Чехословачкој.
Рендулић се, заједно са својом групом армија Остмарк од које су остали само елементи, 7. маја 1945, током Прашке офанзиве, предао америчкој војсци у Аустрији.

### Затвор и смрт
Након што се предао, Лотару Рендулићу суђено је за ратне злочине на Талачком суђењу јер је био умијешан у Вермахтов напад на цивиле у НДХ и спаљивању земље у Финској остављајући цивиле без хране. Проглашен је кривим 19. фебруара 1948. и осуђен на временску казну, али за спаљивање земље у Финској није окривљен. Касније му је казна смањена на 10 година затвора, па је отпуштен 1. фебруара 1951. из затвора у Ландсбергу на Леху у Баварској.
Након ослобођења, генерал-пуковник Лотар Рендулић је био писац и месни политичар у Зевалхену на Атерсеу. Умро је у Ефердингу, Аустрија, 18. јануара 1971.

## Приватни живот
Лотар Рендулић се вјенчао с Нелом Зебл 4. септембра 1916.